# Aldiyar Ramazanov
Aldiyar Ramazanov (2 maggio 2008) è un nuotatore artistico kazako.

## Palmarès
- Campionati Mondiali youth

Charlotte 2022: bronzo nel solo libero, nella gara di figure e nel duo misto programma libero

### Coppa del Mondo
- 1 podio:
  - 1 vittoria (1 nella gara a squadre)

#### Coppa del mondo - vittorie
| Data             | Luogo  | Paese   | Disciplina  |
| ---------------- | ------ | ------- | ----------- |
| 28 febbraio 2025 | Parigi | Francia | Team libero |